# Vastse-Kuuste
Vastse-Kuuste (dt. Neu-Kusthof) ist eine ehemalige Landgemeinde im estnischen Kreis Põlva mit einer Fläche von 123 km². Sie hatte 1243 Einwohner (Stand: 1. Januar 2010). Seit 2017 ist Vastse-Kuuste Teil der Gemeinde Põlva.
Neben dem Hauptort Vastse-Kuuste (529 Einwohner) gehören zur Gemeinde die Dörfer Alaküla, Leevi, Lootvina, Järve, Lüko, Karilatsi, Koorvere, Liiva, Padari, Valgemetsa, Visse, Voore und Voorepalu.
Die Gemeinde liegt im Norden des Landkreises. Der Hauptort befindet sich 16 km von Põlva entfernt.
Besonders sehenswert sind das Herrenhaus und der angeschlossene Park von Vastse-Kuuste. 

## Persönlichkeiten
- Alma Ostra (1886–1960), Politikerin, Schriftstellerin und Journalistin